# گورستان تپه زر
گورستان تپه زر مربوط به دوره اشکانیان است و در شهرستان خرم‌آباد، بخش ویسیان، دهستان شوراب، روستای شوراب محمودوند واقع شده و این اثر در تاریخ ۲۸ اسفند ۱۳۸۵ با شمارهٔ ثبت ۱۸۶۰۰ به‌عنوان یکی از آثار ملی ایران به ثبت رسیده است.